# Amos W. Steinhacker
Amos W. Steinhacker (onder zijn gelijken AWS) is een stripfiguur uit de Nederlandse stripreeks de Bommelsaga, geschreven en getekend door Marten Toonder. Hij is een grootondernemer en heeft de gedaante van een kikker. Hij verscheen voor het eerst in het verhaal De bovenbazen uit 1963.

## Verhaallijnen
AWS was de laatste van de blijvende verhaalfiguren uit de Bommelsaga. Met zijn lange tijd onafscheidelijke secretaris Steenbreek heeft hij een rol gekregen als vertegenwoordiger van het grootkapitaal. AWS geeft leiding aan de negen vermogendste grootondernemers die wonen in de Gouden Bergen, ver van de Rommeldamse besognes. Hij is zeer klein van stuk, een ziekelijke kikkerfiguur, met de bijbehorende driftbuien. Hij lijkt slechts op medicijnen te leven. Enig levensgeluk is hem dan ook vreemd. Hij slijt zijn dagen met het uitruilen van aandelen met de andere negen bovenbazen. Hij heeft oog voor andere vormen van ondernemerschap, zolang die het belang van hem en de andere bovenbazen maar niet schaden.
Secretaris Steenbreek wordt door zijn chef veelvuldig uitgescholden, maar die laat dit zich aanleunen, omdat de nabijheid van Steinhacker toch meer prestige geeft dan zomaar wat commissariaten. Bij zijn eerste optreden in De bovenbazen wordt hij ontslagen door zijn baas.
De naam Steinhacker is een duidelijke parodie op de Amerikaanse oliemagnaat John D. Rockefeller. De naam Steenbreek is vermoedelijk gekozen om diens onderdanige positie te illustreren. 

## Varia
- Tot zijn belangrijkste uitspraken behoren "Noem me geen meneer, Steenbreek, ik ben geen minvermogende!" en "Welk ragfijn spel zou OBB spelen?"
- In De slijtmijt krijgt Steinhacker tijdens de slotmaaltijd op Bommelstein uitleg over maatschappelijk verantwoord ondernemen.